# 71. ceremonia wręczenia nagród Brytyjskiej Akademii Filmowej
71. ceremonia wręczenia nagród Brytyjskiej Akademii Filmowej za rok 2017, odbyła się 18 lutego 2018 roku w Royal Albert Hall w Londynie. Prowadzącą tegoroczną galę, została Joanna Lumley.
Po odkryciach nękania seksualnego w branży filmowej wielu uczestników nosiło czarny znaczek, który pokazał ich wsparcie dla ruchu Time's Up.
Nominowani zostali ogłoszeni 9 stycznia 2018 r. a prezentacji dokonały aktorki Natalie Dormer i Letitia Wright.
Najwięcej nominacji (dwanaście) otrzymał film Kształt wody.
Dziewięć nominacji otrzymały filmy: Czas mroku i Trzy billboardy za Ebbing, Missouri.

## Laureaci i nominowani
Laureaci nagród wyróżnieni są wytłuszczeniem

### Najlepszy film
- Graham Broadbent(inne języki), Pete Czernin(inne języki) i Martin McDonagh – Trzy billboardy za Ebbing, Missouri
  - Emilie Georges(inne języki), Luca Guadagnino, Marco Morabito(inne języki) i Peter Spears(inne języki) – Tamte dni, tamte noce
  - Tim Bevan(inne języki), Lisa Bruce(inne języki), Eric Fellner, Anthony McCarten i Douglas Urbanski(inne języki) – Czas mroku
  - Christopher Nolan i Emma Thomas – Dunkierka
  - Guillermo del Toro i J. Miles Dale – Kształt wody

### Najlepszy brytyjski film
(Nagroda im. Alexandra Kordy)
- Graham Broadbent(inne języki), Pete Czernin(inne języki) i Martin McDonagh – Trzy billboardy za Ebbing, Missouri
  - Tim Bevan(inne języki), Lisa Bruce(inne języki), Eric Fellner, Anthony McCarten i Douglas Urbanski(inne języki) – Czas mroku
  - Armando Iannucci, Kevin Loader(inne języki), Laurent Zeitoun(inne języki), Yann Zenou(inne języki), Ian Martin(inne języki) i David Schneider – Śmierć Stalina
  - Francis Lee, Manon Ardisson, i Jack Tarling(inne języki) – Piękny kraj
  - William Oldroyd, Fodhla Cronin O’Reilly i Alice Birch – Lady M.
  - Paul King, David Heyman i Simon Farnaby – Paddington 2

### Najlepszy film nieanglojęzyczny
- Park Chan-wook i Syd Lim(inne języki) – Służąca • Korea Południowa
  - Paul Verhoeven i Saïd Ben Saïd – Elle • Francja
  - Angelina Jolie i Rithy Panh – Najpierw zabili mojego ojca(inne języki) • Kambodża
  - Andriej Zwiagincew i Aleksander Rodnaysky – Niemiłość • Rosja
  - Asghar Farhadi i Alexandre Mallet-Guy – Klient • Iran

### Najlepsza reżyseria
- Guillermo del Toro – Kształt wody
  - Denis Villeneuve – Blade Runner 2049
  - Luca Guadagnino – Tamte dni, tamte noce
  - Christopher Nolan – Dunkierka
  - Martin McDonagh – Trzy billboardy za Ebbing, Missouri

### Najlepszy scenariusz adaptowany
- James Ivory – Tamte dni, tamte noce
  - Simon Farnaby(inne języki) i Paul King(inne języki) – Paddington 2
  - Matt Greenhalgh(inne języki) – Gwiazdy nie umierają w Liverpoolu(inne języki)
  - Armando Iannucci, Ian Martin(inne języki) i David Schneider – Śmierć Stalina
  - Aaron Sorkin – Gra o wszystko

### Najlepszy scenariusz oryginalny
- Martin McDonagh – Trzy billboardy za Ebbing, Missouri
  - Guillermo del Toro i Vanessa Taylor – Kształt wody
  - Greta Gerwig – Lady Bird
  - Jordan Peele – Uciekaj!
  - Steven Rogers(inne języki) – Jestem najlepsza. Ja, Tonya

### Najlepszy aktor pierwszoplanowy
- Gary Oldman – Czas mroku jako Winston Churchill
  - Jamie Bell – Gwiazdy nie umierają w Liverpoolu(inne języki) jako Peter Turner
  - Timothée Chalamet – Tamte dni, tamte noce jako Elio Perlman
  - Daniel Day-Lewis – Nić widmo jako Reynolds Woodcock
  - Daniel Kaluuya – Uciekaj! jako Chris Washington

### Najlepsza aktorka pierwszoplanowa
- Frances McDormand – Trzy billboardy za Ebbing, Missouri jako Mildred Hayes
  - Annette Bening – Gwiazdy nie umierają w Liverpoolu(inne języki) jako Gloria Graham
  - Sally Hawkins – Kształt wody jako Elisa Esposito
  - Margot Robbie – Jestem najlepsza. Ja, Tonya jako Tonya Harding
  - Saoirse Ronan – Lady Bird jako Christine „Lady Bird” McPherson

### Najlepszy aktor drugoplanowy
- Sam Rockwell – Trzy billboardy za Ebbing, Missouri jako Jason Dixon
  - Willem Dafoe – Projekt Floryda jako Bobby Hicks
  - Hugh Grant – Paddington 2 jako Phoenix Buchanan
  - Woody Harrelson – Trzy billboardy za Ebbing, Missouri jako Bill Willoughby
  - Christopher Plummer – Wszystkie pieniądze świata jako J. Paul Getty

### Najlepsza aktorka drugoplanowa
- Allison Janney – Jestem najlepsza. Ja, Tonya jako LaVona Golden
  - Lesley Manville – Nić widmo jako Cyril Woodcock
  - Laurie Metcalf – Lady Bird jako Marion McPherson
  - Kristin Scott Thomas – Czas mroku jako Clementine Churchill
  - Octavia Spencer – Kształt wody jako Zelda Fuller

### Najlepsza muzyka
(Nagroda im. Anthony’ego Asquitha)
- Alexandre Desplat – Kształt wody
  - Hans Zimmer – Dunkierka
  - Jonny Greenwood – Nić widmo
  - Benjamin Wallfisch(inne języki) i Hans Zimmer – Blade Runner 2049
  - Dario Marianelli – Czas mroku

### Najlepsze zdjęcia
- Roger Deakins – Blade Runner 2049
  - Bruno Delbonnel – Czas mroku
  - Hoyte van Hoytema – Dunkierka
  - Dan Laustsen – Kształt wody
  - Ben Davis – Trzy billboardy za Ebbing, Missouri

### Najlepszy montaż
- Paul Machliss(inne języki) i Jonathan Amos – Baby Driver
  - Joe Walker – Blade Runner 2049
  - Lee Smith(inne języki) – Dunkierka
  - Sidney Wolinsky(inne języki) – Kształt wody
  - Jon Gregory – Trzy billboardy za Ebbing, Missouri

### Najlepsza scenografia
- Kształt wody''' – scenografia: Paul Denham Austerberry; dekoracja wnętrz: Shane Vieau i Jeff Melvin
  - Piękna i Bestia – scenografia: Sarah Greenwood(inne języki); dekoracja wnętrz: Katie Spencer(inne języki)
  - Blade Runner 2049 – scenografia: Dennis Gassner; dekoracja wnętrz: Alessandra Querzola
  - Czas mroku – scenografia: Sarah Greenwood(inne języki); dekoracja wnętrz: Katie Spencer(inne języki)
  - Dunkierka – scenografia: Nathan Crowley; dekoracja wnętrz: Gary Fettis(inne języki)

### Najlepsze kostiumy
- Mark Bridges – Nić widmo
  - Jacqueline Durran – Piękna i Bestia
  - Jacqueline Durran – Czas mroku
  - Luis Sequeira – Kształt wody
  - Jennifer Johnson – Jestem najlepsza. Ja, Tonya

### Najlepsza charakteryzacja i fryzury
- Kazuhiro Tsuji(inne języki), Ivana Primorac, David Malinowski i Lucy Sibbick – Czas mroku
  - Donald Mowat i Kerry Warn – Blade Runner 2049
  - Deborah La Mia Denaver i Adruitha Lee – Jestem najlepsza. Ja, Tonya
  - Daniel Phillips i Lou Sheppard – Powiernik królowej
  - Naomi Bakstad, Robert A. Pandini i Arjen Tuiten – Cudowny chłopak

### Najlepszy dźwięk
- Alex Gibson(inne języki), Richard King, Gregg Landaker(inne języki), Gary A. Rizzo(inne języki) i Mark Weingarten(inne języki) – Dunkierka
  - Tim Cavagin(inne języki), Mary H. Ellis(inne języki), Dan Morgan, Jeremy Price i Julian Slater(inne języki) – Baby Driver
  - Ron Bartlett(inne języki), Theo Green(inne języki), Doug Hemphill(inne języki), Mark Mangini(inne języki) i Mac Ruth(inne języki) – Blade Runner 2049
  - Christian Cooke(inne języki), Glen Gauthier(inne języki), Nathan Robitaille(inne języki), Nelson Ferreira(inne języki) i Brad Zoern(inne języki) – Kształt wody
  - Ren Klyce(inne języki), David Parker(inne języki), Michael Semanick(inne języki), Stuart Wilson i Matthew Wood(inne języki) – Gwiezdne wojny: Ostatni Jedi

### Najlepsze efekty specjalne
- John Nelson, Gerd Nefzer, Paul Lambert i Richard R. Hoover(inne języki) – Blade Runner 2049
  - Scott Fisher(inne języki), Andrew Jackson, Paul Corbould(inne języki) i Andrew Lockley(inne języki) – Dunkierka
  - Dennis Berardi, Trey Harrell, Mike Hill i Kevin Scott – Kształt wody
  - Ben Morris, Stephen Aplin, Mike Mulholland, Neal Scanlan(inne języki) i Chris Corbould(inne języki) – Gwiezdne wojny: Ostatni Jedi
  - Joe Letteri(inne języki), Daniel Barrett, Dan Lemmon(inne języki) i Joel Whist – Wojna o planetę małp

### Najlepszy film animowany
- Lee Unkrich i Darla K. Anderson(inne języki) – Coco
  - Dorota Kobiela, Hugh Welchman i Ivan Mactaggart(inne języki) – Twój Vincent
  - Claude Barras i Max Karli – Nazywam się Cukinia

### Najlepszy krótkometrażowy film animowany
- Cowboy Dave – Colin O’Toole i Jonas Mortensen
  - Aamir – Vika Evdokimenko, Emma Stone i Oliver Shuster
  - Bronco – SLB
  - A Drowning Man – Mahdi Fleifel, Signe Byrge Sørensen i Patrick Campbell
  - Work – Aneil Karia i Scott O’Donnell
  - Wren Boys – Harry Lighton, Sorcha Bacon i John Fitzpatrick

### Najlepszy film krótkometrażowy
- Poles Apart – Paloma Baeza i Ser En Low
  - Have Heart – Will Anderson
  - Mamoon – Ben Steer

### Najlepszy film dokumentalny
- Nie jestem twoim murzynem(inne języki) – Raoul Peck
  - Miasto duchów – Matthew Heineman
  - Ikar(inne języki) – Bryan Fogel i Dan Cogan
  - Niewygodna prawda 2 – Bonni Cohen i Jon Shenk
  - Jane – Brett Morgen

### Najlepszy debiut brytyjskiego scenarzysty, reżysera lub producenta
(Nagroda im. Carla Foremana)
- Rungano Nyoni (scenarzysta, reżyser), Emily Morgan (producent) – Nie jestem czarownicą
  - Gareth Tunley (scenarzysta, reżyser, producent), Jack Healy Guttman i Tom Meeten (producenci) – The Ghoul
  - Johnny Harris (scenarzysta, producent), Thomas Napper (reżyser) – Jawbone
  - Lucy Cohen (reżyser) – Nasze królestwo
  - Alice Birch (scenarzysta), William Oldroyd (reżyser), Fodhla Cronin O’Reilly (producent) – Lady M.

### Nagroda dla wschodzącej gwiazdy
- Daniel Kaluuya
  - Florence Pugh
  - Josh O’Connor(inne języki)
  - Tessa Thompson
  - Timothée Chalamet

## Podsumowanie liczby nominacji
(Ograniczenie do dwóch nominacji)
- 12 – Kształt wody
- 9 – Czas mroku i Trzy billboardy za Ebbing, Missouri
- 8 – Blade Runner 2049 i Dunkierka
- 5 – Jestem najlepsza. Ja, Tonya

## Podsumowanie liczby nagród
- 5 – Trzy billboardy za Ebbing, Missouri
- 3 – Kształt wody
- 2 – Blade Runner 2049 i Czas mroku